# Linea D (metropolitana di New York)
La linea D Sixth Avenue Express è una linea della metropolitana di New York, che collega la città da nord, con capolinea presso la stazione di Norwood-205th Street, a sud, con capolinea presso Coney Island-Stillwell Avenue. È indicata con il colore arancione brillante poiché la trunk line utilizzata a Manhattan è la linea IND Sixth Avenue.

## Storia

### 1900-1999
La linea D fu attivata il 15 dicembre 1940, in contemporanea con l'apertura della sezione centrale della linea IND Sixth Avenue, svolgendo il servizio tra le stazioni di 205th Street e Hudson Terminal e deviando dalla linea Sixth Avenue alla linea IND Eighth Avenue a sud della stazione di West Fourth Street-Washington Square. Il 24 ottobre 1949, in seguito alla soppressione della linea espressa C il servizio della linea D venne incrementato. Il successivo 29 dicembre 1951, tuttavia, il servizio espresso durante le ore di punta verso il Bronx venne eliminato.
Il 30 ottobre 1954, con l'apertura del collegamento tra le linee IND South Brooklyn e BMT Culver, la linea D venne reindirizzata su queste due infrastrutture terminando presso la stazione di Coney Island-Stillwell Avenue. Alcune corse nelle ore di punta terminavano invece presso Church Avenue. Inoltre, tra il 1957 e il 1959, alcune corse nelle ore di punta erano dirette anche alla stazione di Euclid Avenue, situata sulla linea IND Fulton Street.
Tra il 4 dicembre e il 27 dicembre 1962, una linea speciale indicata come linea DD fu attivata per via della rottura di una conduttura dell'acqua. Questa linea svolgeva un servizio locale tra 205th Street e 59th Street-Columbus Circle, deviava poi sulla linea Eighth Avenue svolgendo un servizio locale fino a West Fourth Street e infine ritornava sulla linea Sixth Avenue continuando lungo il normale percorso fino al capolinea di Coney Island-Stillwell Avenue.
Il 26 novembre 1967, in seguito dell'apertura della Chrystie Street Connection, la linea D venne deviata sulla linea BMT Brighton, svolgendo su questa linea un servizio espresso nei gironi feriali fino alla stazione di Brighton Beach e locale nei giorni festivi fino a Coney Island. A Manhattan, invece, la linea svolgeva un servizio espresso tra West Fourth Street e 34th Street nelle sole ore di punta. Tuttavia, quando la linea B venne estesa fino a 57th Street-Sixth Avenue, il servizio divenne espresso a Manhattan anche nelle ore di morbida.
Il 13 aprile 1986, quando i binari in direzione nord del ponte di Manhattan furono chiusi per lavori di ristrutturazione, la linea D fu divisa in due tronconi. Uno, indicato come linea D arancione era attivo tra le stazioni di Norwood-205th Street e 34th Street-Herald Square, l'altro, indicato invece come linea D gialla, era attivo tra 57th Street-Seventh Avenue e Coney Island, utilizzando a Manhattan la linea BMT Broadway. L'11 dicembre 1988, i binari nord furono riaperti e la linea D riprese il suo percorso, il servizio sulla linea Brighton era però ora locale. In seguito, nel maggio 1995, i binari nord furono nuovamente chiusi durante alcune fasce orarie, durante le quali la linea D venne limitata alla stazione di Herald Square.

### 2000-presente
Il 22 luglio 2001, i binari nord vennero chiusi nuovamente e la linea troncata a 34th Street-Herald Square. Il servizio a Brooklyn fu quindi sostituito dalla linea Q che per l'occasione iniziò a svolgere un servizio locale. Dopo gli attentati dell'11 settembre 2001, la linea C venne momentaneamente soppressa e di conseguenza il servizio della linea D a nord di 59th Street divenne locale per sopperire alla mancanza di questa tipologia di servizio sulla porzione nord della linea IND Eighth Avenue.
Il 22 febbraio 2004, quando i lavori sul ponte di Manhattan furono definitivamente completati, la linea D ritornò a Brooklyn, sostituendo la linea W e terminando presso Coney Island-Stillwell Avenue. In seguito, tra il 24 maggio 2004 e l'autunno dello stesso anno, per via di alcuni lavori sulla linea IND Concourse, il servizio espresso della linea D nel Bronx fu sospeso; il servizio sulla tratta era comunque assicurato dalla linea B, che terminava presso la stazione di Bedford Park Boulevard.

## Il servizio
Come il resto della rete, la linea D Sixth Avenue Express è sempre attiva, 24 ore su 24. A seconda delle fasce orarie il servizio è così strutturato:
- Tra le 6:00 e le 22:00, negli orari di morbida, la linea svolge un servizio locale nel Bronx e a Brooklyn sulla linea BMT West End e un servizio espresso a Manhattan e a Brooklyn sulla linea BMT Fourth Avenue. Ferma in 36 stazioni, con un tempo di percorrenza di 1 ora e 30 minuti circa.[8]
- Tra le 6:00 e le 22:00, negli orari di punta, la linea svolge un servizio locale a Brooklyn sulla linea BMT West End e un servizio espresso nel Bronx, a Manhattan e a Brooklyn sulla linea BMT Fourth Avenue, ma solo nella direzione di massimo afflusso, quindi verso Coney Island-Stillwell Avenue tra le 6:00 e le 8:00 e verso Norwood-205th Street tra le 15:00 e le 17:30, nell'altra direzione la configurazione è invece quella degli orari di morbida con il servizio nel Bronx locale. Ferma in 30 stazioni (direzione di picco) o 36 stazioni (direzione di morbida), con un tempo di percorrenza di 1 ora e 30 minuti circa.[8]
- Tra le 22:00 e le 6:00, la linea svolge un servizio locale nel Bronx e a Brooklyn e un servizio espresso solo a Manhattan. Ferma in 41 stazioni, con un tempo di percorrenza di 1 ora e 30 minuti circa.[8]

Possiede interscambi con 18 delle altre 24 linee della metropolitana di New York, con due linee della Port Authority Trans-Hudson, con i servizi ferroviari suburbani Long Island Rail Road e Metro-North Railroad e con numerose linee automobilistiche gestite da MTA Bus e NYCT Bus.

### Le stazioni servite
| Stazione                             |  | Interscambi con la metropolitana | Altri Interscambi         |
| ------------------------------------ |  | -------------------------------- | ------------------------- |
| Bronx                                |  |                                  |                           |
| Norwood-205th Street                 |  |                                  | NYCT Bus                  |
| Bedford Park Boulevard               |  | B                                | MTA Bus · NYCT Bus        |
| Kingsbridge Road                     |  | B                                | MTA Bus · NYCT Bus        |
| Fordham Road                         |  | B                                | MTA Bus · NYCT Bus        |
| 182nd-183rd Streets                  |  | B                                | MTA Bus · NYCT Bus        |
| Tremont Avenue                       |  | B                                | MTA Bus · NYCT Bus        |
| 174th-175th Streets                  |  | B                                | NYCT Bus                  |
| 170th Street                         |  | B                                | MTA Bus · NYCT Bus        |
| 167th Street                         |  | B                                | NYCT Bus                  |
| 161st Street-Yankee Stadium          |  | 4 · B                            | Metro-North · NYCT Bus    |
| Manhattan                            |  |                                  |                           |
| 155th Street                         |  | B                                | NYCT Bus                  |
| 145th Street                         |  | A · B · C                        | NYCT Bus                  |
| 125th Street                         |  | A · B · C                        | NYCT Bus                  |
| 59th Street-Columbus Circle          |  | 1 · 2 · A · B · C                | MTA Bus · NYCT Bus        |
| Seventh Avenue                       |  | B · E                            | NYCT Bus                  |
| 47th-50th Streets-Rockefeller Center |  | B · F · M                        | NYCT Bus                  |
| 42nd Street-Bryant Park              |  | 7 · B · F · M                    | MTA Bus · NYCT Bus        |
| 34th Street-Herald Square            |  | B · F · M · N · Q · R · W        | PATH · MTA Bus · NYCT Bus |
| West Fourth Street-Washington Square |  | A · C · E · F · M                | PATH · NYCT Bus           |
| Broadway-Lafayette Street            |  | 4 · 6 · B · F · M                | NYCT Bus                  |
| Grand Street                         |  | B                                | NYCT Bus                  |
| Brooklyn                             |  |                                  |                           |
| DeKalb Avenue                        |  | N · Q · R                        | NYCT Bus                  |
| Atlantic Avenue-Barclays Center      |  | 2 · 3 · 4 · 5 · B · N · Q · R    | LIRR · MTA Bus · NYCT Bus |
| Union Street                         |  | N · R                            | NYCT Bus                  |
| Ninth Street                         |  | F · G · N · R                    | MTA Bus · NYCT Bus        |
| Prospect Avenue                      |  | N · R                            | NYCT Bus                  |
| 25th Street                          |  | N · R                            | NYCT Bus                  |
| 36th Street                          |  | N · R                            | NYCT Bus                  |
| Ninth Avenue                         |  |                                  | NYCT Bus                  |
| Fort Hamilton Parkway                |  |                                  |                           |
| 50th Street                          |  |                                  | NYCT Bus                  |
| 55th Street                          |  |                                  | NYCT Bus                  |
| 62nd Street                          |  | N                                | NYCT Bus                  |
| 71st Street                          |  |                                  |                           |
| 79th Street                          |  |                                  |                           |
| 18th Avenue                          |  |                                  | NYCT Bus                  |
| 20th Avenue                          |  |                                  | NYCT Bus                  |
| Bay Parkway                          |  |                                  | NYCT Bus                  |
| 25th Avenue                          |  |                                  | NYCT Bus                  |
| Bay 50th Street                      |  |                                  | NYCT Bus                  |
| Coney Island-Stillwell Avenue        |  | F · N · Q                        | NYCT Bus                  |

## Il materiale rotabile
Sulla linea D viene attualmente usato un solo tipo di materiale rotabile, gli R68, prodotti dalla Westinghouse Amrail Company negli anni 1980. Le vetture a disposizione della linea sono in totale 240, assemblabili in diverse configurazioni. Il deposito assegnato alla linea è quello di Concourse.